# Sticks'n'Sushi
Sticks'n'Sushi er en restaurantkæde med speciale i sushi og yakitori sticks. Sticks’n’Sushi kombinerer restaurant og takeaway i samme rum og producerer også egne produkter til brug hjemme, såsom dips og dressinger.

## Historie
Sticks’n’Sushi blev grundlagt af Jens Rahbek Hansen, Thor Andersen og Kim Rahbek Hansen og åbnede for første gang d. 22. marts 1994 i Nansensgade 59 i København. I 2010 havde Sticks’n’Sushi mere end 400 ansatte, og i 2014 var tallet vokset til omkring 600. Kæden ledes af administrerende direktør Kim Rahbek Hansen og projekt- og ejendomsdirektør Thor Andersen. 